# سهير البدراوي
اول تطبيق الذكاء الاصطناعي في التلفزيون المصري
سهير البدراوي ممثلة ومدبلجة مصرية، شاركت بصوتها في دبلجة العديد من أعمال الرسوم المتحركة، قامت بتجسيد العديد من الشخصيات الكرتونية المحببة لدى الأطفال والكبار. من أشهر أعمالها مسلسل بكار ومسلسل ظاظا وجرجير ومسلسل سبونج بوب سكويربانتس. بدايتها في عالم الشهرة كانت مبكرة عندما شاركت كطفلة في برامج الأطفال مع "ماما سميحة"، كما شاركت الفنانة القديرة الراحلة عقيلة راتب في أعمال تلفزيونية عديدة، وظهرت كطفلة في فيلم صغيرة على الحب مع الفنانة سعاد حسني، وكذلك ظهرت في مجموعة كورال أغنية صورة للعندليب عبد الحليم حافظ، والتي تم تمثيلها في جامعة القاهرة.
وعندما تخرجت في كلية الاعلام - تخصص إذاعة تمرنت على يد كبار المذيعين أمثال صبري سلامة. عملت في مجال الإذاعة فالتحقت بإذاعة الشباب والرياضة، بعد أن حالت ظروفها الأسرية دون الالتحاق بإذاعة الشرق الأوسط وقدمت في الإذاعة العديد من البرامج وعلى رأسها برنامج" أسرة الحب".
وبسبب صوتها الإذاعي الدافىء البسيط المميز اختارتها الشركة المصرية لإدارة وتشغيل مترو الانفاق لتقديم النشرات التوعوية لجمهور الركاب، وأثناء أزمة كورونا اختيرت لتسجيل رسالة الإجراءات الاحترازية اللازمة لمواجهة فيروس كورونا. قامت أيضًا بتقديم فقرات الربط في استديو الفن على قناة النيل للدراما. وفي ٢٠٢٤ كانت اول من ظهر في التلفزيون المصري بتقنيه الذكاء الاصطناعي من خلال اول تجربه بتقنيه الذكاء الاصطناعي في شاشه التلفزيون المصري وهي فقره stop shot التي تذاع علي نايل لايف داخل برنامج مساء الفن اخراج المخرجه رضوي حسن التي تعتبر رائده في دخول تلك التقنيه بالاعلام المصري من خلال صوره متكلمة للاعلاميه القديرة سهير البدراوي مصاحبه لصوتها المتميز ادي اي ظهورها بالصوت والصوره بالذكاء الاصطناعي 

## أعمالها الفنية
تنوعت الاعمال الفنية للفنانة سهير البدراوي ما بين الاخراج والتمثيل الصوتي ، ونذكر من بين أعمالها
- بكار (مسلسل كرتوني عرض علي أجزاء بداية من 1998م حتي 2016م ) وقامت الفنانة سهير البدراوي بالأداء الصوتي لشخصية حسونة ، وكذلك شخصيات الجدة بخيتة وحبيبة والمعزة رشيدة ؛ لما تتمتع به من قدرة فائقة عل اللعب علي صوتها ...وشاركت أيضا الفنانة سهير في إخراج  هذا العمل.
-فرح عديلة 2020م - فولانيا 2020م - فولي 2017م - سر أناليا 2016م (مسلسل إذاعي) - علماء المسلمين 2013م ( وقد قامت بالمشاركة في غخراج هذا العمل) - قصص النساء في القرآن 2013م - ظاظا وجرجير 2009م - سوبر هنيدي 2008م - عائلة أستاذ أمين 2005م - ايام الخادمة أحلام (فيلم) 2005م - ينابيع العشق 2005م - 9شارع السلام 2003م - مقام المالطي 2001م - اصيل في السلك الكبير 2000م - اللي فات سات 2000م - نداء الورد (سهرة تلفزيونية ) 2000م - صدق الله العظيم ج2 1999م - بدلة جينز (سهر تلفزيونية) 1998م - هاي أرنولد hey Arnold 1996 - أصيل في أرض النخيل 1995م - حدوتة x حدوته 1995م -

كما أنها شاركت في بعض الأعمال الخاصة بعالم ديزني مثل : طرزان - كركور وفرفور وزرزور